# Elecciones regionales de Venezuela de 1992
Las elecciones regionales de Venezuela de 1992 se realizaron el 6 de diciembre. Fueron las segundas elecciones para elegir de manera directa a los gobernadores de las entidades federales de ese país. Por primera vez participan los estados Amazonas y Delta Amacuro.

## Gobernadores elegidos
| Estado        | Gobernador electo     | Partido/Alianza                | %     |
| ------------- | --------------------- | ------------------------------ | ----- |
| Amazonas      | Edgar Sayago          | MAS/ORA                        | 39,08 |
| Anzoátegui    | Ovidio González       | Copei/MAS/MEP/ORA/URD/PCV      | 51,69 |
| Apure         | Marcelo Oquendo       | AD/NGD/URD/OPINA               | 56,55 |
| Aragua        | Carlos Tablante       | MAS/PCV/MEP/OPINA              | 62,73 |
| Barinas       | Gehard Cartay         | Copei/MAS/GE/MIN/OPINA         | 51,94 |
| Bolívar       | Andrés Velásquez      | LCR                            | 63,36 |
| Carabobo      | Henrique Salas-Römer  | Copei/MAS/MIN/MEP              | 72,85 |
| Cojedes       | José Felipe Machado   | Copei/ORA                      | 47,56 |
| Delta Amacuro | Emeri Mata            | Copei/URD/OPINA/MEP            | 36,33 |
| Falcón        | Aldo Cermeño          | Copei/MAS/URD/MEP              | 51,73 |
| Guárico       | José Malavé Risso     | Copei/NGD/OPINA                | 45,25 |
| Lara          | José Mariano Navarro  | AD/URD/OPINA                   | 35,79 |
| Mérida        | Jesús Rondón Nucete   | Copei/MEP                      | 48,46 |
| Miranda       | Arnaldo Arocha        | Copei/MAS/MIN/URD/OPINA/MEP/GE | 62,37 |
| Monagas       | Guillermo Call        | AD/URD/OPINA                   | 52,45 |
| Nueva Esparta | Morel Rodríguez       | AD/NGD/OPINA/MIN               | 48,81 |
| Portuguesa    | Elias D'Onghia        | AD/URD                         | 36,81 |
| Sucre         | Ramón Martínez        | MAS/GE/MEP/URD/PCV             | 61,12 |
| Táchira       | José Francisco Ron    | AD/NGD/URD/OPINA               | 45,31 |
| Trujillo      | José Mendéz Qujada    | AD/MEP/NGD/OPINA               | 48,46 |
| Yaracuy       | Nelson Suárez Montiel | Copei/MEP                      | 66,43 |
| Zulia         | Oswaldo Álvarez Paz   | Copei/NGD/GE/URD/MIN           | 66,03 |

## Votos por partido político
| Partido | Votos     | %      |
| ------- | --------- | ------ |
| Copei   | 1 592 344 | 34,35% |
| AD      | 1 289 179 | 27,81% |
| MAS     | 578 840   | 12,49% |
| LCR     | 219 570   | 4,70%  |
| Otros   | 955 674   | 20,61% |